# 韻鏡
韻鏡（いんきょう）とは等韻図の一つ。現存する最古の韻図である。『切韻』系韻書の音韻体系を巧みに図式化しており、中古音の復元に際して参考とされることが多い。

## 概要
南宋の張麟之が入手し、50年に及ぶ研究の後、序文をつけて刊行した（初刊1161年・第二刊1197年・第三刊1203年）。
『韻鏡』をいつ誰が作ったかはわからない。張麟之の序例によると、本来の名前は『指玄韻鏡』と言ったらしいが、宋の聖祖の諱「玄朗」の「玄」および宋の翼祖（太祖の祖父）の諱「敬」と同音の「鏡」を避けて『指微韻鑑』、略して『韻鑑』と名を改めた。張麟之の時代にはすでに「鏡」を避ける必要がなかったので『韻鏡』に戻したという。この話からわかることは、『韻鏡』が遅くとも北宋成立以前に書かれたということである（宋の書物なら最初から諱に抵触するような題をつけなかっただろうから）。『韻鏡』が『広韻』より古いことになるが、現在見る『韻鏡』には『広韻』の影響も見られる。例えば殷韻は欣韻になっているし（しかし敬韻は映韻になっていない）、諄韻・桓韻・戈韻を分けている。
等韻図は『韻鏡』のほかにもあるが、『韻鏡』はとくに保守的な特徴を持つ。すなわち43枚の図を使って、『広韻』のほぼすべての小韻を図の上の異なる位置に表示している。また、入声の字は対応する陽声と同じ図の上に書かれる。ほかの等韻図では『広韻』の複数の韻をまとめたり、入声字が陰声韻に配されたりしている。

## 内容
『韻鏡』は第一転から第四十三転までの43枚に分けられている。図は大きく十六摂にまとめられるよう配されており（十六摂の名は記されていない）、各摂は開合などの違いにより1枚から7枚の図によって構成される。その内訳は通摂（2転）・江摂（1転）・止摂（7転）・遇摂（2転）・蟹摂（4転）・臻摂（4転）・山摂（4転）・效摂（2転）・果摂（2転）・仮摂（2転）・宕摂（2転）・梗摂（4転）・流摂（1転）・深摂（1転）・咸摂（3転）・曾摂（2転）である。
1枚の転図は内外転および開合によって、右端に例えば「内転第一開」のように表題が示される。また横軸は声母（音節頭子音）によって23列に分かれる。各列には声母の七音と清濁の種類が記されている。七音の並び順は右から「唇音・舌音・牙音・歯音・喉音・半舌音・半歯音」の順である。三十六字母の名称は記さない（序例には字母の名称を記す）。また縦軸は16段あるが、まず四声によって分けられ、さらにそれぞれを等呼によって4段に分けている。縦軸の左端には対応する『広韻』の韻目が示されている。
この16×23の格子の各枡目に対応する音がある場合は漢字（原則として『広韻』の小韻）が置かれ、音がない場合は円が描かれる。
|  |  |

近年、石井望の新説では韻鏡を字輪曼荼羅として以下のように解する。「ア」を一等の根本音として、内轉してイ、ウに巡るのが三等となり、外転してエ、オに巡るのを二等とする。丁度最古の和字五十音圖が「イオアエウ」と列するのが一等のアを中心として両端が三等のイ、ウ、外転して一等と三等との間に置かれるエ、オが二等となる。同じ旋法で扁平にしたのが韻鏡の等第である。大日経などの曼荼羅旋法にその法が見える。この石井説は密教文化の中で韻鏡を解ているし。

## テキスト
日本では写本で伝わっていたが、享禄戊子（1528年）に出版され、江戸時代にこの本を覆刻した本が漢字音研究の中心になった。『韻鏡』を使った江戸時代の有名な研究として文雄『磨光韻鏡』がある。
中国では『韻鏡』は早くに散佚した。南宋の鄭樵『通志』七音略に引用する「七音韻鑑」は実質的に『韻鏡』と同内容だったが、北宋の司馬光の作とされていた『切韻指掌図』の方が古いと思われていたため、あまり重視されなかった。清末に中国で失われた本を日本で収集した黎庶昌・楊守敬らによって出版された『古逸叢書』に『韻鏡』が含まれ、これによって中国でも存在が知られるようになった。

## 韻鏡十年
『韻鏡』が難解であり、理解に10年を要することから、「理解することが、極めて難しいこと」という意味を持つ「韻鏡十年」という四字熟語がある。

## 関連文献
- 馬渕和夫『韻鏡校本と広韻索引』日本学術振興会、1954年。

『韻鏡』のテキストを比較して本来の形を復元しようとしたもの。
- 龍宇純『韻鏡校注』芸文印書館、1960年。